# Alain Le Breton de la Plussinais
Alain Le Breton, sieur de la Plussinais   (né à Saint-Malo le 17 février 1657 - mort  le 2 avril 1728) est un armateur qui fut maire de Saint-Malo  de 1725 à 1728.

## Biographie
Fils de Pierre Le Breton, sieur de la Plussinais (1626-1691), et de Bernardine Nouël de Blessin (1631-1702). Il entre dans le négoce en s'associant en 1692 avec la veuve Bourgault lorsqu'il fonde la maison « Bourgault et Le Breton » et participe au commerce interlope vers le sud jusqu'en 1724. Il est anobli en 1710 par l'acquisition d'une charge de conseiller secrétaire du Roi. Il est l'un des promoteurs du troisième agrandissement de la ville de Saint-Malo (1720-1725) et maire de la cité de 1725 jusqu'à sa mort.
Alain Le Breton épouse le 21 septembre 1694 à, Saint-Malo Marie Servanne Gaultier de La Palissade, dont: 
- Alain (II) Le Breton sieur de la Plussinais (1696-1778), major général garde-côtes du bataillon de Pontorson
- Marie-Angélique Le Breton de La Plussinais (1706-1748), épouse de Louis Nicolas Seré de La Villemarterre
- Pierre Le Breton, sieur de la Vieuville (1714-1772), maire de Saint Malo.
- Julien capitaine corsaire père de :
  - Alain (III) Le Breton de la Vieuville (1711-1789), maire de Saint-Malo en 1770-1773 & 1777-1786.

## Source
- André Lespagnol Messieurs de Saint Malo: une élite négociante au temps de Louis XIV Presses Universitaires de Rennes (1997) deux Tomes  (ISBN 2 86 847229 X) p. 859